# Коломенский мост
Коло́менский мост — пешеходный металлический арочный мост через канал Грибоедова в Адмиралтейском районе Санкт-Петербурга, соединяет Коломенский и Покровский острова. Первый и единственный в городе цельносварной алюминиевый мост.

## Расположение
Расположен в створе улицы Володи Ермака. Выше по течению находится Аларчин мост, ниже — Мало-Калинкин мост. Ближайшие станции метрополитена — «Садовая», «Сенная площадь», «Спасская».

## Название
Название моста происходит от Коломны — старинного наименования района Санкт-Петербурга, располагающегося на территории нынешних Коломенского и Покровского островов. С 1911 до 1920-х годов использовалось наименование Коломенский пешеходный мост.

## История
Первый деревянный мост на этом месте был построен в 1907 году. Это был временный мост, сооружённый на период ремонта Мало-Калинкина моста. В 1910 году был построен деревянный пешеходный мост. К концу 1960-х годов мост был деревянным, на свайных опорах с пролётным строением из металлических балок. Длина моста составляла 34,3 м, ширина – 2,3 м.
В 1967 году по инициативе профессора В. И. Крыжановского на кафедре металлических конструкций ЛИСИ была разработана конструкция сварного алюминиевого моста — первого в СССР (иногда можно прочитать о том, что Коломенский мост был первым алюминиевым мостом в мире, однако это неверно: ещё в 1948—1950 годах 150-метровый алюминиевый автомобильный мост был построен в канадском городе Арвида на севере Квебека). Конструкцию и технологию сварки моста разработала преподаватель кафедры металлических конструкций И. Н. Артемьева. В разработке принимали участие инженеры Ленгипроинжпроекта Н. Г. Бонч-Осмоловская, Б. Э. Дворкин и архитектор Л. А. Носков. Строительство велось в 1968—1969 годах силами треста «Ленмостострой». Пролётное строение было изготовлено на заводе имени А. А. Жданова и доставлено на строительную площадку автотранспортом. 30 сентября 1969 года мост был открыт для движения.

## Конструкция
Мост однопролётный алюминиевый арочный. Пролётное строение представляет собой двухшарнирную арку панельно-каркасной системы, состоящую из алюминиевых труб диаметром 270 мм, четырёх наклонных стенок и верхнего листа прохожей части. Толщина конструктивных элементов колеблется в пределах от 8 до 14 мм. Через каждые 3 м расположены поперечные диафрагмы, выступающие на фасаде в виде рёбер жёсткости. Весь мост цельносварной, общий вес пролётного строения составляет 8,108 т. Устои моста из монолитного железобетона на свайном основании, облицованы гранитом. Опоры выдвинуты из линии набережной в русло. Расчётный пролёт моста составляет 27,32 м, полная длина — 32,7 (37,6) м, ширина моста — 2,75 м, уклон — 8 %, расчётная стрела — 0,99 м, высота конструкции — 1,4 м.
Мост предназначен для пешеходного движения. Покрытие прохожей части моста асфальтобетонное по гофрированной плите. Перильное ограждение металлическое простого рисунка. Крайние секции перил заделаны в гранитные парапеты устоев. При входах на мост установлены четыре металлических торшера без украшений, поддерживающие фонари. Входы на мост сделаны в виде раскрытых гранитных пятиступенчатых лестниц с гранитными парапетами.